# Buk (Lesko)
Buk (ukrán nyelven: Бук, Buk)   Lengyelország délkeleti részén, a Kárpátaljai vajdaságban, a Leskói járásban fekvő kis község, közel a lengyel-szlovák határhoz.A település közel 6 kilométernyire fekszik Gmina Cisna község központjától, Cisnától északkeleti irányban, 26 kilométernyire délre található a járási központtól, Leskótól és 92 kilométernyire délre van Rzeszówtól, amely a Kárpátaljai vajdaság központja. 
A településen mindössze 50 fő lakik.

## Fordítás
Ez a szócikk részben vagy egészben  a   Buk című angol Wikipédia-szócikk ezen változatának fordításán alapul.  Az eredeti cikk szerkesztőit annak laptörténete sorolja fel. Ez a jelzés csupán a megfogalmazás eredetét és a szerzői jogokat jelzi, nem szolgál a cikkben szereplő információk forrásmegjelöléseként.